# Kanton La Garde
Kanton La Garde (fr. Canton de la Garde) je francouzský kanton v departementu Var v regionu Provence-Alpes-Côte d'Azur. Tvoří ho dvě obce.

## Obce kantonu
- La Garde
- Le Pradet